# John Henry Towers
Pour les articles homonymes, voir Towers.
John Henry Towers (30 janvier 1885 - 30 avril 1955) a été un amiral de la Marine des États-Unis, pendant la Seconde Guerre mondiale. Il fut un pionnier de l'aviation navale, et fut le premier de ces pionniers à être promu amiral. Pendant la campagne du Pacifique, comme chef des forces aériennes de la Flotte du Pacifique, puis comme Adjoint (Air) du Commandant-en-Chef des Zones de l'Océan Pacifique, il a grandement contribué au développement des forces aéronavales mais ses qualités reconnues d'administrateur ont contribué à ne lui confier, pendant la guerre, que des postes d'état-major à terre, et pas de commandement à la mer, alors qu'il était un partisan farouche de réserver les commandements des forces navales américaines à des aviateurs navals. Il est considéré comme « le Père de l'Aéronautique navale » américaine.

## Carrière
Towers est né le 30 janvier 1885 à Rome (Géorgie). Il suit pendant un an le cursus d'ingénierie civile de l'École de Technologie de Géorgie, à Atlanta, avant d'être admis à l'Académie navale d'Annapolis en 1902, dont il est diplômé
en 1906.

### Pionnier de l'aéronautique, dans les années 1910
À sa sortie de l'Académie Navale, John Towers embarque comme midship sur le cuirassé pré-dreadnought USS Kentucky, sur lequel il participe à la circumnavigation de la Grande flotte blanche, en 1907-1908. Il est nommé ensign en 1908, puis en 1909, il suit l'achèvement du cuirassé dreadnought USS Michigan, sur lequel, lorsque le bâtiment est armé en 1910, il est affecté comme officier de contrôle de tir. Au printemps 1911, l'USS Michigan remporte le Trophée d'Artillerie et le Fanion de l'Efficacité en Bataille, ce qui vaut à l'ensign Towers des lettres de félicitations du Président des États-Unis et du Secrétaire à la Marine. Fin juin 1911, il est désigné pour rejoindre Hammondsport (New York), pour recevoir une formation d'aviateur dispensée par Glenn Curtiss. Il obtient en août 1911 son brevet de pilote selon les normes de la Fédération Aéronautique Internationale, la Marine américaine n'ayant pas encore déterminé les siennes.
Il retourne ensuite à Annapolis, à la Base Navale d'Essai d'Ingénierie (en anglais : Naval Engineering Experiment Station) à Greenbury Point, sur le Severn, pour s'occuper d'aviation, alors que l'U.S. Navy vient d'acquérir ses trois premiers avions , un Wright et deux Curtiss. En décembre, il rejoint l'École de Vol Curtiss (en anglais : Curtiss Flying School), à San Diego, Californie où il va expérimenter, pour la compagnie Curtiss, différents matériels.

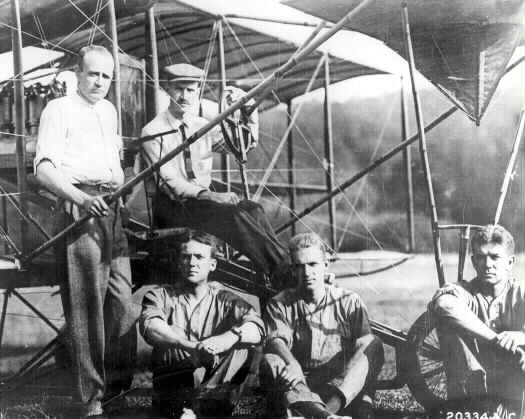
En 1911, avec Glenn Curtiss aux commandes d'un A-1, assis de gauche à droite, John Rodgers, John Towers et Theodore Ellyson

En 1912, il établit plusieurs records, de distance de vol, ou d'endurance, et expérimente la détection de sous-marins dans la Baie de Chesapeake . Au début de 1913, au cours de manœuvres au large de Cuba, des avions que commande Towers opèrent avec la flotte, effectuant des reconnaissances, repérant des sous-marins, etc. Promu lieutenant, il est le troisième pilote à recevoir la qualification d'aviateur naval de l'U.S. Navy, le 5 mars 1913 Le 20 juin 1913, alors que l'avion dont il est passager est déséquilibré par une rafale, que le pilote est éjecté et meurt, il se cramponne et survit au crash dans la Chesapeake. Glenn Curtiss va alors dessiner la ceinture de sécurité, équipement standard de tous les avions depuis lors. En janvier 1914, le lieutenant Towers est nommé commandant-en-second de la première base aéronavale, la Naval Air Station Pensacola. Glen Curtiss s'ouvre alors à John Towers de son projet de construire un avion capable d'un vol transatlantique, et la construction d'un hydravion bimoteur est commencée, mais le déclenchement de la Première guerre mondiale fait ajourner ce projet. Lors de l'occupation de Vera Cruz, à l'été 1914, le lieutenant Towers commande les quatre avions qui font partie des forces américaines, à raison de deux sur le cuirassé USS Mississippi et deux sur le croiseur éclaireur USS Birmingham. En août 1914, le lieutenant Towers est envoyé à Londres, comme assistant de l'attaché naval à l'ambassade des États-Unis. En octobre 1916, il rejoint les services du Chef des opérations navales à Washington et va occuper les fonctions d'adjoint au directeur de la Division de l'Aéronautique navale, lorsque celle-ci est mise en place.

### Entre-deux-guerres
L'idée d'un vol transatlantique revient en faveur dans l'immédiat après-guerre, dans la foulée d'un projet inabouti pendant la guerre, d'hydravions à long rayon d'action pour la lutte anti sous-marine, et capables de traverser l'Atlantique avec escales. Promu lieutenant commander, John Towers en est chargé. Il s'agissait d'un vol de New York (Long Island) à Lisbonne, avec escales à Terre-Neuve et aux Açores, sur des hydravions quadrimoteurs, conçus par Glenn Curtiss pour la Navy, les Curtiss NC .

#### Le raid des Curtiss NC (mai 1919)

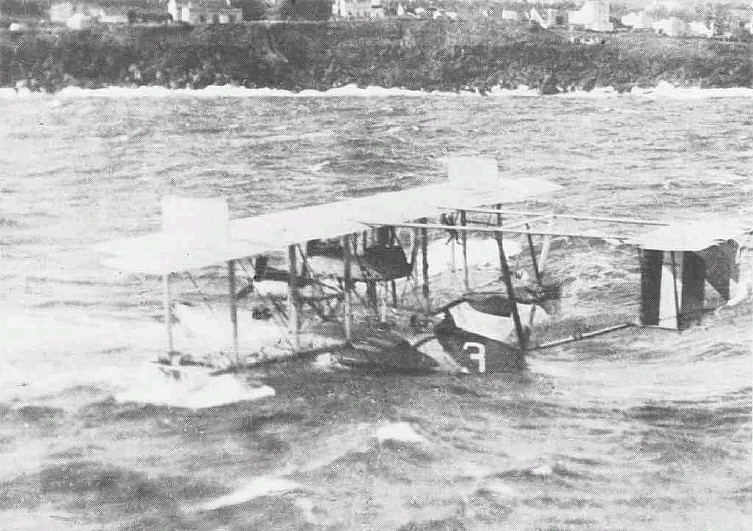
Le NC-3 en vue de la côte des Açores, le 19 mai 1919

Sur quatre appareils initialement prévus, un (le NC-2) fut accidenté et finalement "cannibalisé" pour mettre au point les trois autres. Le raid a commencé le 8 mai 1919, avec trois appareils, depuis la base navale, désaffectée depuis, de Rockaway, dans le Queens à New York. Les avions ont fait escale à Chatham (Massachusetts), à proximité du Cap Cod, et à Halifax (Nouvelle-Écosse), avant d'atteindre la baie des Trépassés, à Terre-Neuve, le 15.
Le 16, ils sont partis pour leur plus longue étape, vers les Açores. Le NC-1 et le NC-3 ont tous deux été forcés d'amerrir, en raison d'un fort brouillard, qui rendait la navigation impossible. Mais aucun n'a pu redécoller, vu l'état de la mer, trop agitée. Le NC-1, à bord duquel se trouvait le lieutenant Mitscher, n'a pas tardé à faire eau et a fini par couler, mais l'équipage avait été recueilli par un cargo. L'équipage du NC-3, qui était piloté par le lieutenant commander Towers, a réussi à garder son hydravion à flot pendant 52 heures, et faire hydroglisser l'appareil sur 200 miles jusqu'à Ponta Delgada sur l'île de São Miguel. Seul le dernier appareil, le NC-4, vint à bout de la traversée transatlantique, arrivant à Lisbonne le 27 mai, ce qui a constitué la première traversée aérienne de l'Atlantique,. Pour sa manière de conduire cette opération, le lieutenant commander Towers a reçu la Navy Cross.

#### Postes embarqués et postes à terre, dans l'Aéronautique navale
Pendant le vingt ans qui ont séparé les deux guerres, la carrière de John Towers a été intégralement consacrée à l'Aéronautique navale, alors que le haut commandement de la Marine demeurait acquis à l'idée que le cuirassé était le capital ship de la Flotte, et le porte-avions, un bâtiment auxiliaire.
En octobre 1919, il est nommé commandant-en-second de l'USS Aroostook, qui avait servi de bâtiment-base pour les hydravions Curtiss NC, au cours de leur raid transatlantique. En décembre 1920, il reçoit le commandement de l'USS Mugford, un destroyer de la classe Wickes utilisé en bâtiment de soutien d'aviation. En décembre 1921, il retourne à la Base Aéronavale de Pensacola, comme commandant-en-second, et entreprend de former les aviateurs navals sur des avions et non pas seulement sur des hydravions, au moment où l'U.S. Navy transforme un navire charbonnier pour en faire son premier porte-avions, l'USS Langley (CV-1). En mars 1923, il est assistant de l'attaché naval aux ambassades des États-Unis à Londres, Paris, Rome, La Haye et après 1924, à Berlin. Il rentre aux États-Unis en septembre 1925, et rejoint le Bureau de l'Aéronautique (qui a été créé en 1921). En janvier 1926, il embarque sur l'USS Langley comme commandant-en-second, et en devient le commandant en 1927, après avoir été promu captain. Il va alors contribuer à la mise au point des matériels à mettre en place et des opérations à effectuer sur les porte-avions. En août 1928, il devient chef de la Division des Plans au Bureau de l'Aéronautique, et fin avril 1929, adjoint du Directeur, le contre-amiral Moffett. En juin 1931, il devient Chef d'état-Major du Commandant de l'Aviation de la Force de Bataille, qui a sa marque sur l'USS Saratoga. Il participe alors à un exercice de la Flotte (Fleet Problem XIII) au cours duquel une attaque aéronavale contre la base de Pearl Harbor est couronnée de succès. En 1933-1934, il suit le cursus de l'École Supérieure de Guerre Navale (Naval War College) et est ensuite nommé commandant de la Base Aéronavale de San Diego.
Derrière une éducation de gentleman du Sud des États-Unis, John Towers cachait une ambition sans frein. Il était, au tournant des années 1920-1930, l'aviateur naval le plus ancien et un des plus gradés. Mais le Congrès ayant décidé qu'il fallait avoir la qualification d'aviateur naval pour exercer un commandement dans l'aéronautique navale (porte-avions, aussi bien que base aéronavale), un certain nombre d'officiers supérieurs ont entrepris d'obtenir la qualification d'aviateur naval. Ce que fit Ernest King, par exemple, en 1927, alors qu'il avait déjà une ancienneté de six ans comme captain (en français : capitaine de vaisseau), l'année où Towers venait juste d'être promu à ce grade (cette différence d'ancienneté correspondait au demeurant, à un an près, à leur différence d'âge de sept ans). Aussi, lorsque le contre-amiral Moffett a été tué accidentellement en avril 1934, Ernest King, qui avait, parmi les détenteurs de la qualification d'aviateur naval, le plus d'ancienneté de grade, a été retenu pour lui succéder ce qui a engendré une rancune tenace de la part de John Towers, qu'il a étendue à tous les “J.C.L.” (Johnny Come Latelies), c'est-à-dire les arrivants tardifs dans l'aéronautique navale, comme William Halsey ou John McCain.
D'avril 1936 à juin 1937, il retrouve les fonctions de Chef d'état-Major du Commandant de l'Aviation de la Force de Bataille, puis est nommé commandant de l'USS Saratoga, succédant à William Halsey. En juin 1938, il retourne au Bureau de l'Aéronautique, comme adjoint au directeur puis comme directeur en janvier 1939, et il est promu contre-amiral. Comme chef du BuAer, il a organisé le programme de production de masse de la Marine pour tous les types d'avions, portant le total des appareils de l'Aéronautique navale de 2 000 à plus de 39 000 pendant sa présence à ce poste, c'est-à-dire jusqu'en octobre 1942. Il était responsable du programme de formation des pilotes qui commençait avec une mise en condition athlétique rigoureuse et n'admettait pas de compromis quant à la qualité même avec l'expansion urgente du temps de guerre. Il a développé un programme de formation d'un important corps de spécialistes de réserve pour disposer de personnels au sol compétents sans prendre le temps d'une formation au vol. Dans le programme de formation, qui a été lancé sous son administration, le personnel total affecté à l'Aéronautique navale a atteint approximativement trois quarts de million.

### Pendant la guerre du Pacifique
Towers est promu vice-amiral en octobre 1942, mais le Secrétaire à la Marine, Frank Knox, irrité par ses foucades, a insisté pour que Towers ne reste pas à Washington. Il est nommé Commandant des Forces aériennes de la Flotte du Pacifique, à Pearl Harbor.

#### Commandant des Forces aériennes de la Flotte du Pacifique

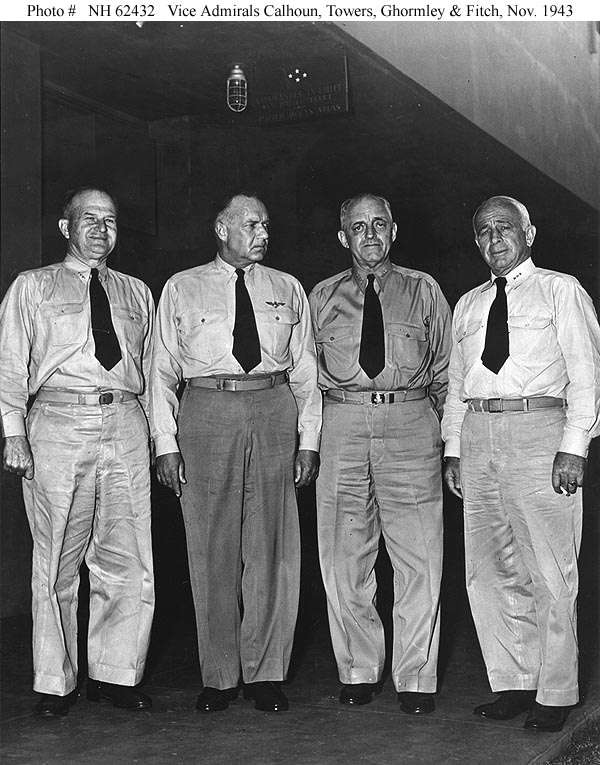
Les vice-amiraux Calhoun, Towers, Ghormley et Fitch, à Pearl Harbor, en novembre 1943

À ce poste, il a supervisé le développement, l'entrainement et l'approvisionnement de l'aviation embarquée de la flotte de porte-avions qui s'accroissait, ainsi que de l'aviation basée à terre de l'U.S. Navy et des Marines. Il a été récompensé par la Legion of Merit, « pour une conduite exceptionnellement méritoire (...) comme Commandant des Forces aériennes de la Flotte du Pacifique, du 14 octobre 1942 au 25 février 1944. Montrant un jugement sain et un esprit aiguisé et plein de ressources, il a promptement mis en place un programme intensif pour améliorer et coordonner les opérations aéronavales dans la zone du Pacifique... et il a été largement responsable de l'organisation effective et du développement des composantes de l'aviation attachées aux unités de porte-avions opérant avec un succès reconnu contre les forces ennemies dans les îles sous  mandat (Archipels des Marshall et Carolines). »
John Towers était extraordinairement intelligent et un administrateur très capable. Cependant ses capacités d'administrateur étaient si reconnues qu'elles l'ont empêché de recevoir un commandement au combat, et il en a été presqu'ignoré des historiens d'après-guerre.

#### Adjoint (Air) au Commandant-en-Chef de la Flotte du Pacifique et des Zones du Pacifique
À la fin février 1944, il a été nommé adjoint (Air) au Commandant-en-Chef de la Flotte du Pacifique et des Zones du Pacifique, ce qui a étendu sa compétence aux forces aériennes de l'Armée, dans la Zone dont l'amiral Nimitz détenait le commandement inter-armées. Il a été largement responsable de la doctrine d'emploi des porte-avions d'escadre durant la seconde partie de la guerre. Dans son second poste, ses fonctions ont été principalement logistiques et administratives, mais il a pris part à la mise au point de la stratégie de la campagne du Pacifique. Il a en particulier aidé à bâtir les tactiques par lesquelles les défenses aériennes et navales japonaises ont été neutralisées dans une zone d'invasion de plus de 2,5 millions de kilomètres carrés tandis qu'une nouvelle guerre d'invasion s'y mettait en place. Le porte-avions a alors pris le rôle offensif qui était le sien dans la théorie qu'avait professée Towers dès l'origine, détruisant l'attaque ennemie à sa source.
Il était le leader reconnu d'une clique de pionniers de l'aviation qui étaient très critiques à l'égard des amiraux qui n'avaient pas la qualification d'aviateurs navals et qui étaient supposés considérer les cuirassés comme les capital ships de la flotte. Il avait ainsi peu de considération pour des hommes comme Kinkaid, ou Spruance, et à l'opposé, soutenait Mitscher, Murray, ou Clark. Il réclamait que tous les commandements majeurs dans la Flotte du Pacifique dussent aller à des aviateurs navals, avec la conséquence évidente qu'il devrait être appelé à remplacer son supérieur immédiat, Chester Nimitz. Cette proposition sans tact et irréaliste a été modifiée par l'amiral King en une politique plus raisonnable, qui consistait à flanquer tout amiral qui n'avait pas la qualification d'aviateur naval, d'un chef d'état-major qui l'avait et réciproquement. Ses critiques à l'égard des commandants de la Flotte non-aviateurs ont été si constantes qu'il a réussi à se faire un ennemi de Raymond Spruance, un homme qui avait la réputation de garder son calme avec les personnes au caractère le plus difficile.
Il a reçu la Navy Distinguished Service Medal « pour un service extraordinairement méritoire...de février 1944 à juillet 1945. Administrateur compétent, il a démontré une habileté professionnelle hors pair, un jugement sain et une connaissance inhabituelle des détails complexes des opérations militaires et navales dans l'exercice de ses lourdes responsabilités pour la mise à disposition des personnels, l'équipement, les fournitures, le transport maritime, et le soutien logistique général des unités combattantes de tous les services pendant les âpres combats des campagnes qui ont abouti à la capture et au développement des bases dans les Marshalls, les Mariannes, les Carolines, Iwo Jima and Okinawa, et les opérations de la Flotte du Pacifique qui ont soutenu de façon décisive la reconquête des Philippines ».

### Après-guerre

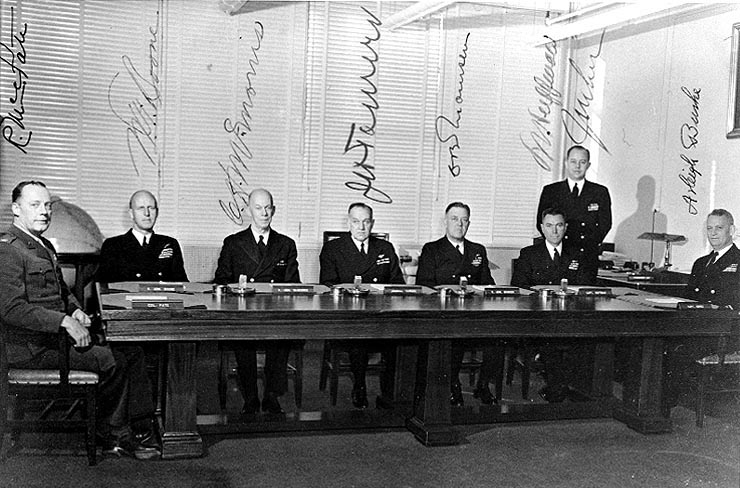
En novembre 1947, l'amiral Towers préside le General Board

John Towers ne reçut de commandement à la mer qu'après la fin de la guerre. Il a pris la suite du vice-amiral McCain, après la mort subite de celui-ci, dans les premiers jours de septembre 1945. Il a été promu amiral début novembre 1945, et lorsque l'amiral Spruance a pris le Commandement-en-Chef de la Flotte du Pacifique à la mi-décembre 1945, il a reçu le commandement de la 5e Flotte, avec sa marque sur l'USS New Jersey. Il a succédé à l'amiral Spruance en février 1946, et a mis sa marque sur l'USS Bennington. En 1946, est intervenu un changement dans l'organisation du commandement des forces armées des États-Unis (connu comme l'Unified Combatant Command créant des commandements interarmées), et en janvier et février 1947, l'amiral Towers a été le premier à exercer le Commandement du Pacifique (USPACOM). Il a succédé ensuite au vice-amiral Fletcher comme président du General Board et pris sa retraite en décembre 1947.
Il a été pendant sa retraite assistant du Président de la Pan American Airways. Il décède d'un cancer en 1955, et est enterré au Cimetière national d'Arlington.
Le destroyer lance missiles USS Towers (DDG-9), huitième unité de la classe Charles F. Adams a été baptisé en l'honneur de l'amiral Towers, en 1959. Il a été en service de 1961 à 1990.